# Sao Giác

Bản đồ Giác Tú

Sao Giác, Giác Tú (chữ Hán: 角宿, bính âm: jiǎoxiù) hay Giác Mộc Giao (chữ Hán: 角木蛟) là một trong hai mươi tám chòm sao Trung Quốc cổ đại (nhị thập bát tú). Nghĩa đen của nó là sừng và con vật tượng trưng là giao long/thuồng luồng (Giác Mộc Giao). Nó là chòm sao thứ nhất trong 7 chòm sao thuộc về Thanh Long ở phương Đông, tượng trưng cho Mộc của Ngũ hành và mùa xuân.

## Vị trí
Mảng sao Giác hay Thiên Quan (天关) là tên gọi 2 sao nằm bên Thái Vi Viên, cạnh nó còn có chòm sao Phòng, chòm sao Chẩn. Sao Giác nằm ngay dưới xích đạo thiên cầu và cũng nằm trên hoàng đạo, ở khoảng giữa góc giờ 14h và 15h. Ngày nay, người ta xác định được mảng sao Giác là hai ngôi sao của chòm sao Thất Nữ, có tên gọi là α Virginis (Spica, Giác Tú 1, Thiên Môn (天门), Tướng (將)) và ζ Virginis (Giác Tú 2, Thiên Điền (天田), Lý (李)).

## Các sao
Sao Giác có 11 mảng sao với 41 sao như sau: 
| Tên Hán-Việt | Chữ Hán | Ý nghĩa                                                           | Chòm sao hiện đại    | Số sao | Tên sao                                                                        |
| ------------ | ------- | ----------------------------------------------------------------- | -------------------- | ------ | ------------------------------------------------------------------------------ |
| Giác         | 角      | Sừng của Thanh Long.                                              | Thất Nữ              | 2      | α Vir, ζ Vir                                                                   |
| Bình Đạo     | 平道    | Quan viên phụ trách tu sửa đường.                                 | Thất Nữ              | 2      | θ Vir, 82 Vir                                                                  |
| Thiên Điền   | 天田    | Ruộng đất trên trời.                                              | Thất Nữ              | 2      | 78 Vir, τ Vir                                                                  |
| Tiến Hiền    | 進賢    | Tiến cử người hiền tài.                                           | Thất Nữ              | 1      | 44 Vir                                                                         |
| Chu Đỉnh     | 周鼎    | Cái đỉnh lớn thời Chu, tượng trưng cho quyền lực của vua chúa.    | Hậu Phát             | 3      | β Com, 37 Com, 41 Com                                                          |
| Thiên Môn    | 天門    | Cổng trời, cổng hoàng đạo.                                        | Thất Nữ              | 2      | 53 Vir, 69 Vir                                                                 |
| Bình         | 平      | Phán quan, quan viên xét xử.                                      | Trường Xà            | 2      | γ Hya, π Hya                                                                   |
| Khố Lâu      | 庫樓    | Kho vũ khí.                                                       | Bán Nhân Mã          | 10     | ζ Cen, η Cen, θ Cen, 2 Cen, d Cen, f Cen, γ Cen, τ Cen, D Cen, σ Cen           |
| Trụ          | 柱      | Cột trên trời chống đỡ Khố Lâu.                                   | Bán Nhân Mã/Sài Lang | 11     | υ2 Cen, υ1 Cen, ι Lup, τ1 Lup, a Cen, ψ Cen, 4 Cen, 3 Cen, 1 Cen, π Cen, ι Cen |
| Hành         | 衡      | Lan can xung quanh cung điện, nơi binh lính tập luyện, thao diễn. | Bán Nhân Mã          | 4      | ν Cen, μ Cen, φ Cen, χ Cen                                                     |
| Nam Môn      | 南門    | Cổng phía nam Khố Lâu.                                            | Bán Nhân Mã          | 2      | ε Cen, α Cen                                                                   |

### Sao bổ sung
Sách Khâm định nghi tượng khảo thành của khâm thiên giám nhà Thanh bổ sung 54 sao.
| Mảng sao   | +1     | +2     | +3     | +4     | +5     | +6     | +7     | +8     | +9     | +10    | +11    | +12    | +13    | +14    | +15    | +16    | Ghi chú |
| ---------- | ------ | ------ | ------ | ------ | ------ | ------ | ------ | ------ | ------ | ------ | ------ | ------ | ------ | ------ | ------ | ------ | ------- |
| Giác       | 65 Vir | 72 Vir | 74 Vir | 80 Vir | 81 Vir | 88 Vir | 86 Vir | 76 Vir | 68 Vir | 62 Vir | 58 Vir | 56 Vir | 56 Vir | 50 Vir | 49 Vir | 66 Vir |         |
| Thiên Điền | σ Vir  | 64 Vir | 84 Vir | 92 Vir | 92 Vir | 90 Vir | τ Vir  |        |        |        |        |        |        |        |        |        |         |
| Tiến Hiền  | 38 Vir | 44 Vir | 46 Vir | 48 Vir | ψ Vir  | 39 Vir | 28 Vir | χ Vir  | 25 Vir |        |        |        |        |        |        |        |         |
| Thiên Môn  | 57 Vir | 55 Vir | 54 Vir | 61 Vir | 63 Vir | 75 Vir | 83 Vir | 85 Vir | 89 Vir | 87 Vir | 73 Vir |        |        |        |        |        |         |
| Bình       | 45 Hya | 47 Hya | 48 Hya | 47 Hya |        |        |        |        |        |        |        |        |        |        |        |        |         |
| Khố Lâu    | ω Cen  |        |        |        |        |        |        |        |        |        |        |        |        |        |        |        |         |
| Nam Môn    | R Cen  | α Cir  |        |        |        |        |        |        |        |        |        |        |        |        |        |        |         |